# Takeuchi Kazuhisa
Takeuchi Kazuhisa (武内和久) (sinh ngày 19 tháng 4 năm 1971) là chính khách người Nhật Bản. Hiện tại, ông đang giữ chức vụ làm thị trưởng thành phố Kitakyūshū kể từ ngày 20 tháng 2 năm 2023.